# La Toilette (Bazille)
Pour les articles homonymes, voir La Toilette.
La Toilette est un tableau réalisé en 1870 par le peintre français Frédéric Bazille. De format presque carré, cette huile sur toile d'inspiration orientaliste est une scène de genre qui représente une femme nue assise sur une fourrure dans un intérieur décoré alors que deux servantes s'apprêtent à la vêtir après sa toilette.
L'œuvre est peinte dans l'atelier de l'artiste rue La Condamine, à Paris, et elle apparaît d'ailleurs encore inachevée dans une autre toile qui en représente l'intérieur, L'Atelier de Bazille. Refusée au Salon de peinture et de sculpture de 1870, elle est exposée au Salon d'Automne en 1910. Elle est conservée au musée Fabre, à Montpellier, dans l'Hérault, depuis qu'elle a été donnée par le frère du peintre en 1918.